# Johann Christoph Lauterbach
Johann Christoph Lauterbach, född den 24 juli 1832 i Kulmbach, död den 28 mars 1918 i Dresden, var en tysk violinist. 
Sina musikaliska studier bedrev han till en början vid sidan om de vetenskapliga, men beslöt efter en tid att uteslutande ägna sig åt musiken. År 1850 reste han till Bryssel, där han blev Bériots elev samt studerade musikens teori för Fétis. Efter att ha erövrat konservatoriets guldmedalj fick han förtroendet att vikariera som lärare i Léonards klass. Han begav sig 1853 på konsertresor och kallades till dirigerande medlem av hovkapellet i München samt lärare vid därvarande konservatorium. Sedermera tillträdde han som förste konsertmästare i Dresden, där han även, från 1861, var anställd som konservatorielärare och åtnjöt högt anseende. På sina konsertresor besökte han även Köpenhamn. En betydande teknik förenade sig i hans spel med intelligens och klarhet i föredraget och en synnerligen vacker ton. Som kvartettspelare tillsammans med Grützmacher med flera skördade han framgång. Han skrev åtskilliga salongsstycken för sitt instrument.